# Weinschnabel
Weinschnabel är ett berg i Österrike.   Det ligger i distriktet Sankt Johann im Pongau och förbundslandet Salzburg, i den centrala delen av landet, 260 km sydväst om huvudstaden Wien. Toppen på Weinschnabel är 2 442 meter över havet.
Terrängen runt Weinschnabel är bergig åt sydväst, men åt nordost är den kuperad. Runt Weinschnabel är det ganska glesbefolkat, med 28 invånare per kvadratkilometer.. Närmaste större samhälle är Bad Gastein, 16,4 km väster om Weinschnabel. 
Trakten runt Weinschnabel består i huvudsak av gräsmarker.